# Philippe Coffre
 (mai 2021).
 (mai 2021).
Pour les articles homonymes, voir Coffre (homonymie).
Philippe Coffre est un enseignant-chercheur, entrepreneur, conférencier et auteur français.
Spécialiste en sciences de gestion et en techniques de vente, Philippe Coffre est l’un des cofondateurs d’une direction d’enseignement et de recherche vente et mercatique et du pôle universitaire Léonard-de-Vinci (Paris-La Défense), créé par le conseil général des Hauts-de-Seine en 1995, dont il devient professeur, directeur des Admissions, puis chargé de Mission auprès de la direction Générale. Il est par ailleurs CEO de Coffre & Co de Méranie, une société de gestion de biens immobiliers.

## Biographie

### Formation
Après un MBA obtenu en 1978 à la Kellogg Graduate School of Management, la Business School de l’université Northwestern (Chicago), Philippe Coffre obtient un premier doctorat en gestion, à l’université Paris-Dauphine, en 1981. En 1998, il obtient un second doctorat en gestion commerciale, à l’université Pierre-Mendès-France de Grenoble, au sein du laboratoire Cerag-Cnrs. Philippe Coffre est également doublement diplômé en  Negotiation Mastery et en Entrepeneurship in Emerging Markets, de la Harvard Business School online et 19th Century Opera de Harvard University online (Cambridge, Massachusetts).

### Vie privée
Philippe Coffre a été marié à Emily Livingston Marshall, dont il a deux enfants, Charles-Oliver et Patrick-Fry. Il vit maritalement avec Sylvie Bouigue Barjot, courtier d’assurances, gérante de sociétés. Il est le petit fils de Pierre Mazé, médecin et homme politique français, ancien sous-secrétaire d’État aux Travaux publics, dans le gouvernement Albert Sarraut.

## Parcours

### Carrière professionnelle
Philippe Coffre commence son parcours professionnel en qualité de vendeur chez Procter & Gamble, puis devient directeur des opérations en participant en 1974 à la fondation de AZ Promotion devenue CPM, membre du réseau international d’agences d’actions commerciales et marketing du groupe Omnicon (Worldwide), important réseau mondial d'agences de publicité et de communication.
Au retour de sa formation américaine, il devient responsable des services vente et marketing dans divers secteurs, notamment pharmaceutique, dans l’industrie de la santé humaine, animale et phytosanitaire chez Merck Sharp et Dohme Chibret, puis dans l’industrie de la santé (oxygénation à domicile) au sein du groupe Air liquide.

### Enseignement et recherche
Philippe Coffre enseigne au pôle universitaire Léonard-de-Vinci.

### Publications
Philippe Coffre est l’auteur d'ouvrages sur les techniques de vente, édités chez Dunod, Nathan, Amazon, Paridoc Editeur et Rès Editoria (Portugal). 

#### Ouvrages
- Le Troisième Âge: un marché neuf, préface de Pierre Gaxotte de l’Académie française, Fondation "J" groupe Paridoc Editeur, Paris, 60 pages, 1973.
- La Nouvelle Vente, préface Philip Kotler et Bernard Dubois, Nathan éditeurs, 250 pages, 1981.
- Audit Marketing- Vente, préface de M. Dominique Xardel, directeur Essec, éditions Dunod, Paris, 250 pages, 1986.
- Auditoria em Marketing, éditions Rès Editoria, (Lisbonne), 250 pages, 1988.
- Du Courage, 250 mesures pour sauver la France, avec Barjot (S), éditions Amazon, 250 pages, 2017.
- Libérons-nous. Une chance de vivre mieux[7], éditions Amazon, 70 pages, 2021. Traduit en Anglais et Espagnol.
- Annuaire des anciens de Dauphine[8], fondateur et coauteur, AML Edition, Paris, 724 pages, 1972-2019.

#### Publications scientifiques
- «Impact of stressful situations on salespersons gestures», Journal of Business to Business Marketing[9], Volume 24, Numéro 2, 2017 (classement CNRS).

- «A study of salesperson’s non verbal efficiency»[10], The Journal of Business & Retail Management Research, 2018 (SCOPUS Indexed & SCIMAGO)[11].

- «Key account: the negotiating process?», China-USA Business Review and Chinese Business Review, avril 2018 (USA EBBSCO, BASE, NSD/PBD, JIF, WZB).

- «An investigation of the influence of gender on salespersons gestures and behavior in France », Journal International of Marketing and exporting, 2012.

### Conférences & médias
Ancien grand reporter au magazine Terre-Air-Mer du SIRPA (1974), Philippe Coffre est l'un des reviewers[Quoi ?] du Journal of Marketing Practice and Theory (Taylor & Francis Group, Philadelphia, Pennsylvania, USA), et un ancien membre du conseil scientifique des journées thématiques (Association française du marketing).